# Península Brodeur
La península Brodeur (en inglés: Brodeur Peninsula) es una península deshabitada localizada en la isla de Baffin, en la región Qikiqtaaluk de Nunavut, Canadá. Se encuentra en la parte noroccidental de la isla y se encuentra limitada por estrecho del Príncipe Regente, el estrecho de Lancaster y la ensenada del Almirantazgo. La península está unida al resto de la isla de Baffin por un estrecho istmo.

## Geografía
El hábitat se caracteriza por las orillas rocosas y acantilados costeros, así como llanuras estériles y rocosas.

## Fauna
La península de Brodeur noroccidental, de 475 km² de tamaño, es un área importante para la conservación de las aves (#NU065). Es el hogar de la gaviota de marfil, pero los investigadores han atestiguado un dramático descenso en las poblaciones de cría en la región en tiempos recientes.
El lado occidental de la península de Brodeur es conocida como un lugar de apareamiento del oso polar.

## Uso de la tierra
Se están llevando a cabo serios esfuerzos para encontrar minerales en la región. Twin Mining es propietaria de 5.300 km², propiedad de diamante en la península.